# TI Explorer
De Texas Instruments Explorer is een serie van Lisp-machines die in de jaren tachtig verkocht werd door Texas Instruments. De Explorer werd gebruikt om AI-software te ontwikkelen en te gebruiken. Het was een van de eerste systemen die de NuBus gebruikte als systeembus.
Het eerste model van de Explorer-serie, dat geïntroduceerd werd in oktober 1984, was gebaseerd op de LMI Lambda, een ontwerp van LMI dat op zijn beurt een afstammeling was van de MIT Lisp-machine. Latere modellen gebruikten een speciale 32-bits Lisp-microprocessor ontwikkeld door TI, die verbeterde hardware-ondersteuning bood voor het uitvoeren van Lisp-software. Het besturingssysteem van de Explorer was in Lisp Machine Lisp geschreven en ondersteunde ook Common Lisp.
Een opmerkelijke toepassing die op de TI Explorer ontwikkeld werd was SPIKE, het planningssysteem voor de ruimtelescoop Hubble.

## Modellen
- Explorer, gebaseerd op de LMI Lambda
- Explorer II, gebaseerd op de Lisp-microprocessor van Texas Instruments
- Explorer LX, een Explorer II die uitgerust was met een coprocessor om naast Lisp ook een versie van Unix (TI System V) te kunnen draaien[3]
- MicroExplorer, een NuBus-coprocessorkaart voor de Apple Macintosh II op basis van de Lisp-microprocessor van Texas Instruments